# Villa Unión (Santiago del Estero)
Villa Unión è una città dell'Argentina, appartenente alla provincia di Santiago del Estero, situata nel sud-est della provincia.